# Toci

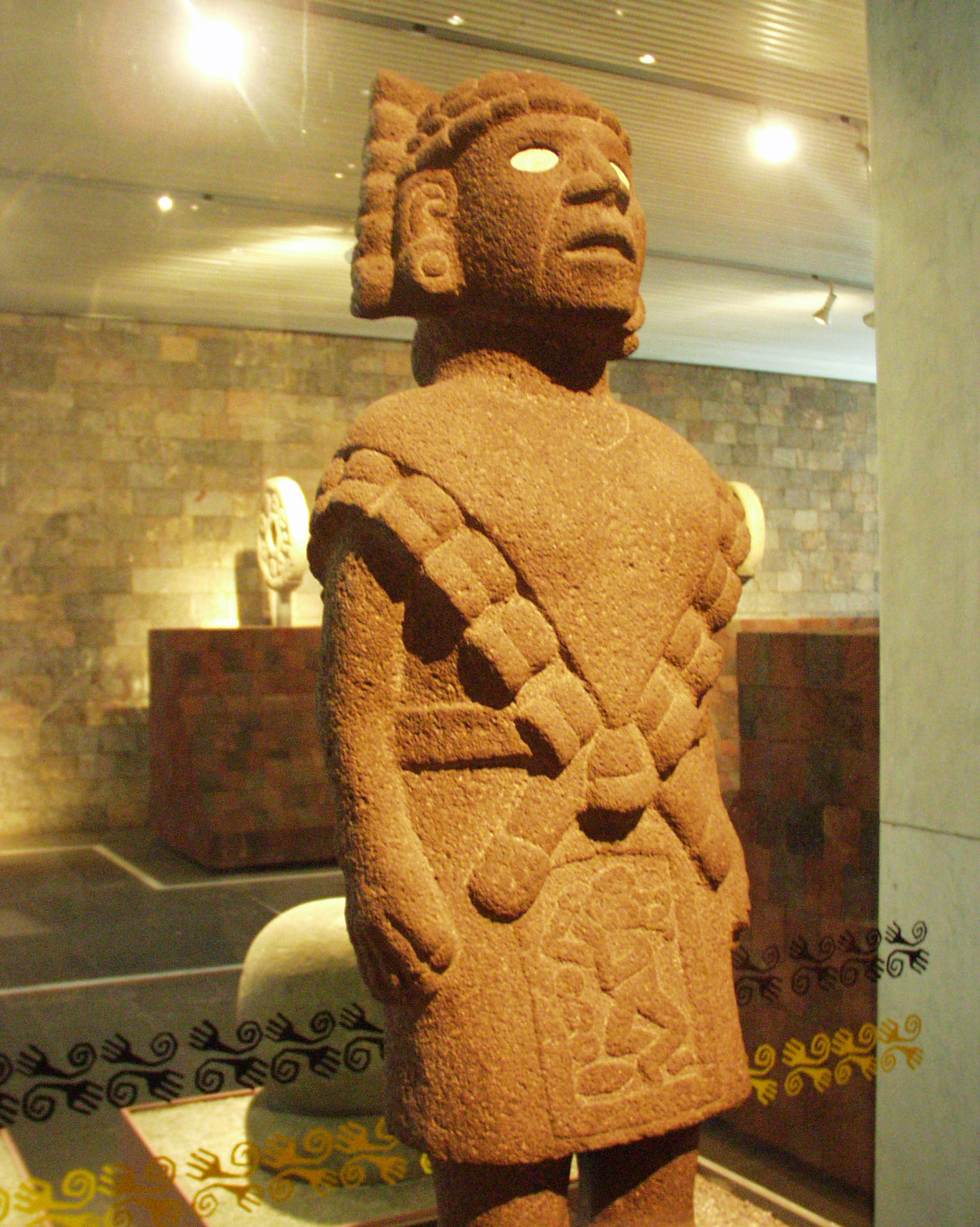
Teteōīnān.

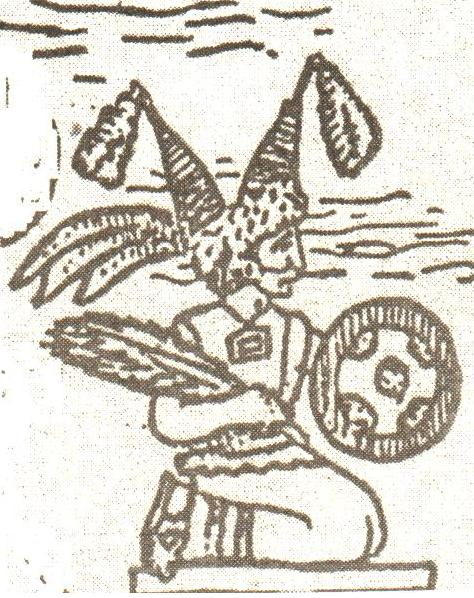
Toci.

Toci ("Nossa Avó", em náuatle) é no panteão asteca denominada por vários nomes: Teteo Innan ("A Mãe dos Deuses"), Tlalli Iyollo ("Coração da Terra"), Yoaltícitl ("médica noturna") e Temazcalteci ("avó dos banhos de vapor"); é a deusa dos médicos, parteiras, temazcals, curandeiros, adivinhos.